# Liste des paroisses civiles du Warwickshire

Localisation du comté de Warwickshire en Angleterre.

Voici la liste des paroisses civiles du comté cérémoniel de Warwickshire, en Angleterre. Le comté n'est pas entièrement découpé en paroisses.

## Liste des paroisses civiles par district

### District du North Warwickshire

Carte du district du North Warwickshire.

Ce district est entièrement découpé en paroisses.
- Ansley
- Arley
- Astley
- Atherstone (ville)
- Austrey
- Baddesley Ensor
- Baxterley
- Bentley
- Caldecote
- Coleshill (ville)
- Corley
- Curdworth
- Dordon
- Fillongley
- Great Packington
- Grendon
- Hartshill
- Kingsbury
- Lea Marston
- Little Packington
- Mancetter
- Maxstoke
- Merevale
- Middleton
- Nether Whitacre
- Newton Regis
- Over Whitacre
- Polesworth
- Seckington
- Shustoke
- Shuttington
- Water Orton
- Wishaw and Moxhull

### District de Nuneaton and Bedworth
Ce district ne comprend aucune paroisse civile.

### District de Rugby

Carte du district de Rugby.

Ce district est entièrement découpé en paroisses, à l'exception de l'ancien borough municipal de Rugby.
- Ansty
- Binley Woods
- Birdingbury
- Bourton and Draycote
- Brandon and Bretford
- Brinklow
- Burton Hastings
- Cawston
- Church Lawford
- Churchover
- Clifton-upon-Dunsmore
- Combe Fields
- Copston Magna
- Cosford
- Dunchurch
- Easenhall
- Frankton
- Grandborough
- Harborough Magna
- King's Newnham
- Leamington Hastings
- Little Lawford
- Long Lawford
- Marton
- Monks Kirby
- Newton and Biggin
- Pailton
- Princethorpe
- Ryton-on-Dunsmore
- Shilton and Barnacle
- Stretton Baskerville
- Stretton-on-Dunsmore
- Stretton-under-Fosse
- Thurlaston
- Wibtoft
- Willey
- Willoughby
- Withybrook
- Wolfhampcote
- Wolston
- Wolvey

### District de Stratford-on-Avon

Carte du district de Warwick.

Ce district est entièrement découpé en paroisses.
- Admington
- Alcester (ville)
- Alderminster
- Arrow with Weethley
- Aston Cantlow
- Atherstone on Stour
- Avon Dassett
- Barcheston
- Barton-on-the-Heath
- Bearley
- Beaudesert
- Bidford-on-Avon
- Billesley
- Binton
- Bishop's Itchington
- Brailes
- Burmington
- Burton Dassett
- Butlers Marston
- Chadshunt
- Chapel Ascote
- Charlecote
- Cherington
- Chesterton and Kingston
- Claverdon
- Clifford Chambers and Milcote
- Combrook
- Compton Verney
- Compton Wynyates
- Coughton
- Dorsington
- Ettington
- Exhall
- Farnborough
- Fenny Compton
- Fulbrook
- Gaydon
- Great Alne
- Great Wolford
- Halford
- Hampton Lucy
- Harbury
- Haselor
- Henley-in-Arden
- Hodnell and Wills Pastures
- Honington
- Idlicote
- Ilmington
- Kineton
- Kinwarton
- Ladbroke
- Langley
- Lighthorne
- Lighthorne Heath
- Little Compton
- Little Wolford
- Long Compton
- Long Itchington
- Long Marston
- Loxley
- Luddington
- Mappleborough Green
- Milcote
- Moreton Morrell
- Morton Bagot
- Napton-on-the-Hill
- Newbold Pacey and Ashborne
- Old Stratford and Drayton
- Oldberrow
- Oxhill
- Pillerton Hersey
- Pillerton Priors
- Preston Bagot
- Preston on Stour
- Priors Hardwick
- Priors Marston
- Quinton
- Radbourne
- Radway
- Ratley and Upton
- Salford Priors
- Sambourne
- Shipston-on-Stour (ville)
- Shotteswell
- Snitterfield
- Southam (ville)
- Spernall
- Stockton
- Stoneton
- Stourton
- Stratford-upon-Avon (ville)
- Stretton-on-Fosse
- Studley
- Sutton under Brailes
- Tanworth-in-Arden
- Temple Grafton
- Tidmington
- Tredington
- Tysoe
- Ufton
- Ullenhall
- Upper and Lower Shuckburgh
- Warmington and Arlescote
- Watergall
- Welford-on-Avon
- Wellesbourne
- Weston-on-Avon
- Whatcote
- Whichford
- Whitchurch
- Wilmcote
- Wixford
- Wolverton
- Wootton Wawen
- Wormleighton

### District de Warwick

Carte du district de Warwick.

Ce district est entièrement découpé en paroisses.
- Ashow
- Baddesley Clinton
- Baginton
- Barford
- Beausale, Haseley, Honiley and Wroxall
- Bishop's Tachbrook
- Blackdown
- Bubbenhall
- Budbrooke
- Bushwood
- Cubbington
- Eathorpe
- Hatton
- Hunningham
- Kenilworth (ville)
- Lapworth
- Leamington Spa (ville)
- Leek Wootton and Guy's Cliffe
- Norton Lindsey
- Offchurch
- Old Milverton
- Radford Semele
- Rowington
- Sherbourne
- Shrewley
- Stoneleigh
- Wappenbury
- Warwick (ville)
- Wasperton
- Weston under Wetherley
- Whitnash (ville)